# Arda Mandikian
Arda Mandikian, née le 1er septembre 1924 à Smyrne et morte le 8 novembre 2009 à Athènes, est une soprano d'origine grecque.

## Biographie
Arda Mandikian est issue d'une famille arménienne réfugiée du génocide arménien de 1915-1916 à Smyrne où elle naquit.
Sa famille émigra à Athènes alors qu'elle était très jeune. Elle étudia alors le chant au conservatoire d'Athènes, sous la direction d'Elvira de Hidalgo qui fut aussi le professeur de Maria Callas. Les deux jeunes femmes chantèrent d'ailleurs ensemble en 1940 le duo « Mira, O Norma » de la Norma de Bellini puis donnèrent des récitals en 1942,,.
Après la Seconde Guerre mondiale, elle s'intéressa à la musique traditionnelle populaire grecque et à la musique byzantine avec l'aide de deux musiciens (et militaires) britanniques, James Matthews et Alan Collingridge alors présents à Athènes. Il lui firent rencontrer Egon Wellesz, le grand spécialiste universitaire de la musique byzantine. Ensemble, ils préparèrent un grand récital en 1949 : « 21 siècles de musique grecque » qui reprenait deux des six hymnes delphiques, des monodies byzantines, des chansons populaires traditionnelles et des compositions de musiciens grecs contemporains. Le récital eut lieu d'abord au Morley College ; il fut repris à Oxford où Wellesz était en résidence, à la demande d'Ernest Newman,,.
Elle enregistra les six hymnes delphiques, dans le théâtre de Delphes, protégée par un détachement de l'armée car Delphes était alors dans la zone de combat de la guerre civile grecque. L'enregistrement, sorti en 78 tours, fut le premier de la collection « Histoire de la musique » d'HMV.
En 1950, Jack Westrup l'engagea pour le rôle de Didon dans Les Troyens d'Hector Berlioz. Elle fit ainsi ses débuts sur une scène d'opéra. Elle réalisa deux enregistrements de l'opéra. En 1951, elle fut la « première sorcière » puis la « magicienne » dans le Dido and Æneas de Purcell. Elle réalisa aussi deux enregistrements de cette œuvre, le second sous la direction de Benjamin Britten. La même année, elle eut le rôle-titre dans l’Incognita de Wellesz. L'année suivante, elle incarna Emma Hamilton dans le Nelson de Lennox Berkeley. Elle chanta aussi L'Enfance du Christ de Berlioz au Festival international d'Édimbourg, mais elle considérait que sa prestation avait été une des pires de sa carrière,,.
En 1953, elle incarna Eurydice à l'Opéra de Paris puis pour le Royal Opera House de Covent Garden : la nièce dans Peter Grimes, Musetta dans La Bohème et (en 1954) la reine Chemakha dans Le Coq d’or de Nikolaï Rimski-Korsakov. Elle devint une des interprètes préférées de Benjamin Britten qui lui confia divers rôles avant de lui proposer celui de Miss Jessel dans la création à La Fenice de Venise de son The Turn of the Screw en 1954. Elle participa à l'enregistrement de l'œuvre au début de l'année suivante. Britten déclara que le rôle avait été écrit pour elle, en tenant compte de ses spécificités vocales. Son interprétation de premier hymne delphique en 1954 au Festival d'Aldeburgh (fondé en 1948 par Britten) suggéra d'ailleurs au compositeur l'air chanté par Apollon de sa Death in Venice,.
En 1955, elle fut Alice Ford dans le Falstaff de Verdi. Elle incarna la Savitri de Holst aux côtés de Peter Pears en 1956 puis Elettra dans l’Idomeneo de Mozart en 1958. À l'automne 1959, elle donna un nouveau récital de musique ancienne grecque (en première partie) et de compositeurs contemporains (en seconde partie).
Míkis Theodorákis composa pour elle un cycle.
Elle retourna en Grèce aux côtés de sa mère malade. Elle s'opposa à la dictature des colonels et fut dès lors considérée par les autorités comme une citoyenne suspecte à surveiller. Elle refusa de nombreuses offres de rôle, craignant de ne pouvoir rentrer en Grèce si elle en partait. Elle mit donc de fait quasiment fin à sa carrière de chanteuse,,.
Elle devint entre 1974 et 1980 directrice associée de l'Opéra national d'Athènes aux côtés de Chrístos Lambrákis puis Présidente de la Société Maria Callas, chargée de distribuer les bourses Maria Callas,,.
Arda Mandikian connut de profonds attachements au cours de sa vie, mais elle ne se maria jamais.

### Nécrologies
- Times on line 17/11/2009
- Telegraph 23/11/2009
- Guardian 25/11/2009